# ベッドフォードMW
ベッドフォードMW（Bedford MW）は、第二次世界大戦期にイギリスのボクスホール社で開発され、イギリス軍およびイギリス連邦軍で運用された積載量15CWT（3/4トン）クラスの小型軍用トラックシリーズの名称である。

## 概要
ベッドフォードMWを開発した工業メーカーのボクスホール社は1903年から自動車製造業に参入し、1905年に拠点をイングランド東部のベッドフォードシャーに移転、1925年からはアメリカ合衆国の自動車メーカーであるゼネラルモーターズの傘下となり、1930年から"ベッドフォード"のブランド名を冠するバス、バン、トラックタイプの車両の生産を始めていた。
第二次世界大戦前の1935年から、ベッドフォードMWのシリーズ名で、後輪駆動、積載量15CWT（3/4トン）クラスの軍用小型ボンネットトラックの開発を始め、1939年からは本格的に生産を開始し、部隊配備も始まった。同じ頃に、MWとよく似たデザインで、同じく後輪駆動のボンネットトラック型で積載量60CWT（約3トン）のベッドフォードOY、および、OYをショートホイールベース化した積載量30CWT（約1.5トン）のベッドフォードOXの生産も併行して開始された。
ベッドフォードMWは民間型として製造されていた2tトラックからの改良型で、地上高を高くするなど軍仕様への設計変更を行ったもので、堅実な設計のボンネットトラックであった。初期に生産されたタイプはキャンバストップとキャンバス製の側面ドアを持つキャブであったが、1943年頃から金属製の密閉式キャブに変更されている。
汎用のカーゴトラック型であるGS（General Service）型のベッドフォードMWDを基本とする、何種類かの派生型が開発された。1939年から1945年にかけて総計65,995両が生産され、イギリス軍やイギリス連邦軍で幅広く使用された。戦後も1950年代頃まで、ベッドフォードOYやOXと共に使用が続けられた。

## バリエーション
ベッドフォードMWにも、ベッドフォードQLやベッドフォードOYと同様、いくつかの派生型があり、モデル名の末尾にアルファベットを付加して区別される。
Bedford MWD
汎用のカーゴトラック型。MWシリーズの基本型。
Bedford MWT
砲兵トラクター型。QF 2ポンド砲やQF 6ポンド砲の牽引に用いられた。
Bedford MWG
エリコン20mm機関砲あるいはポルステン20mm機関砲を搭載した自走式対空砲タイプの車両。
Bedford MWQ
無線通信設備を搭載した車両で、指揮車両あるいは通信車両として使用された。
Bedford MWC
荷台部分に水タンクを搭載した型。
Bedford MWV
パネルバン型。イギリス空軍では通信用に使用された。

## 画像

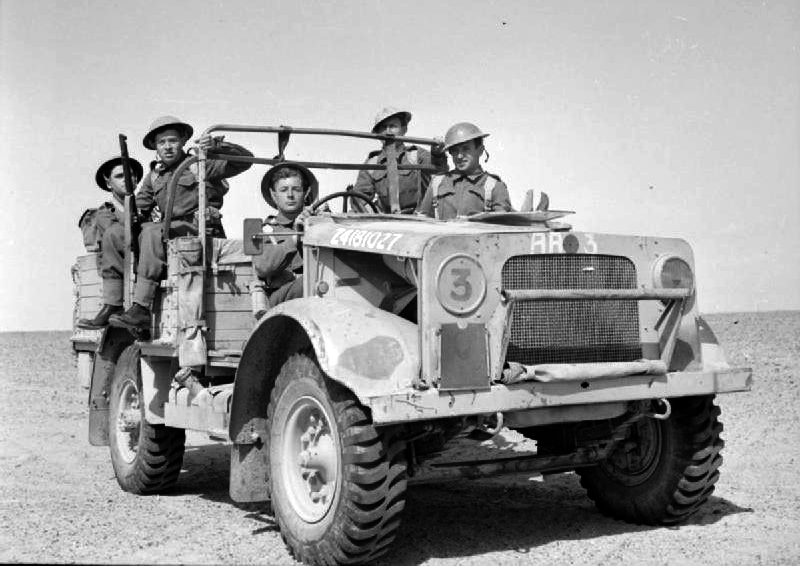
パトロール中のベッドフォードMWD カーゴトラック型。1942年、北アフリカ戦線。
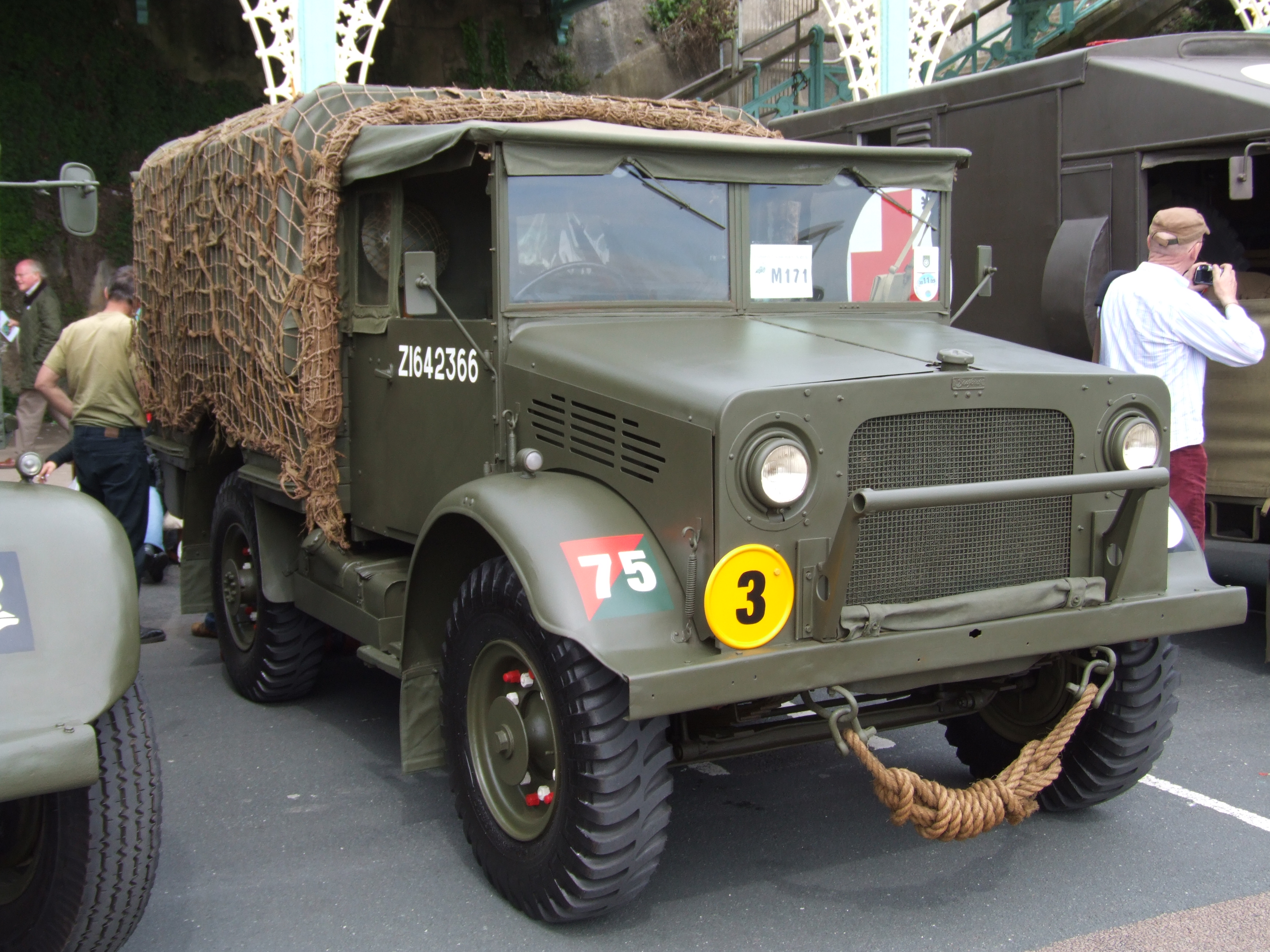
レストアされたベッドフォードMWD。2009年。
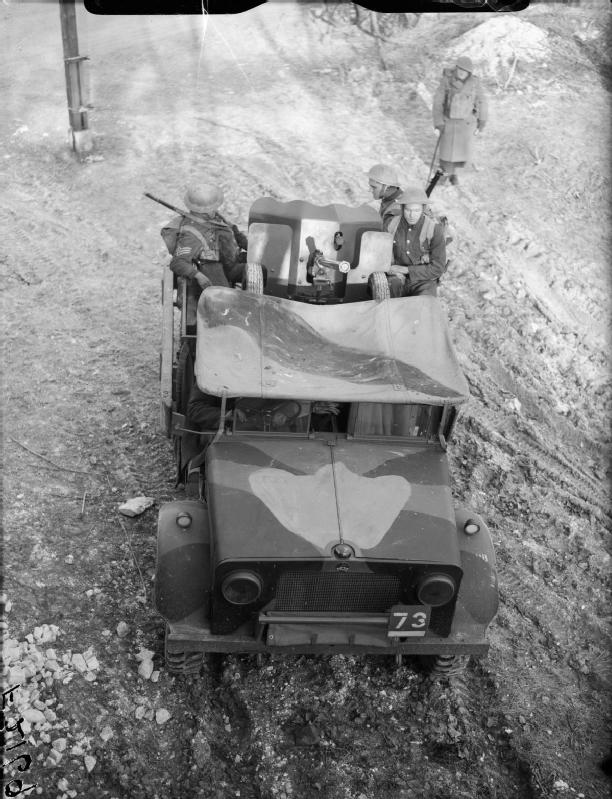
荷台に25mm砲を搭載したベッドフォードMWD。フランス国内、1940年。
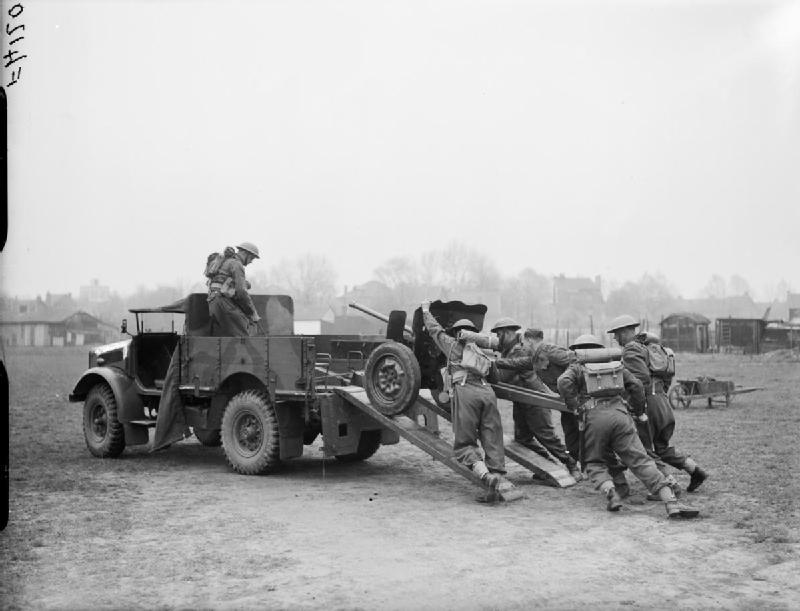
荷台に25mm砲を載せる作業中のベッドフォードMWD。フランス国内、1940年。
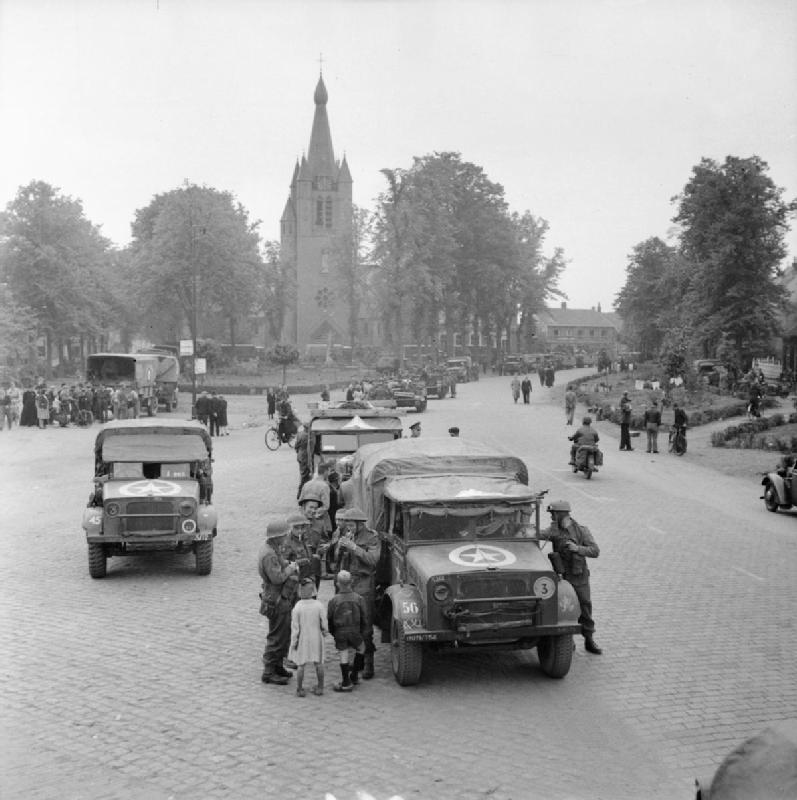
ベッドフォードMWD。1944年、オランダ国内。
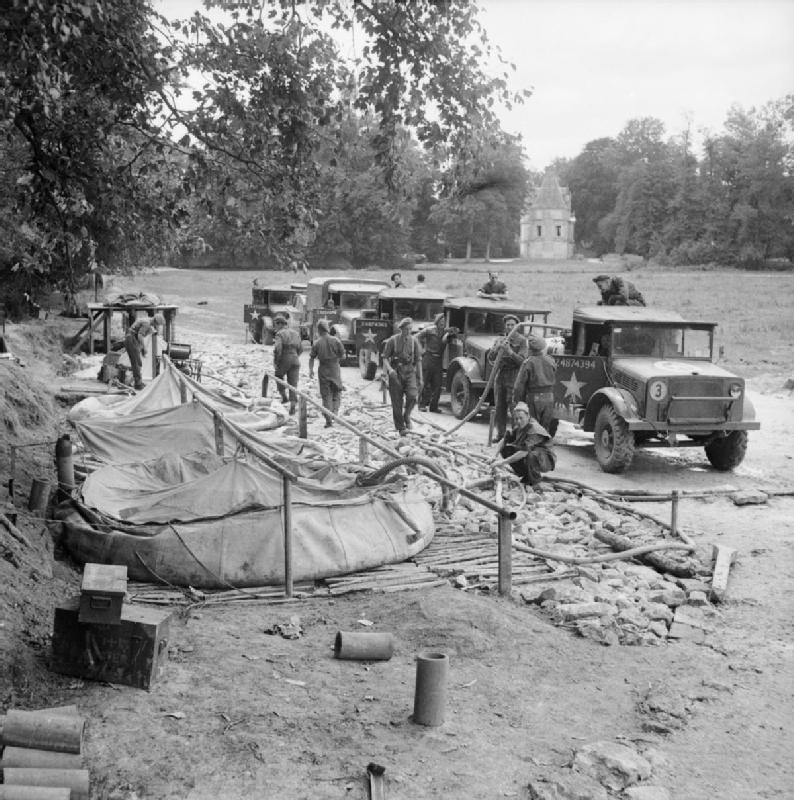
水タンクに給水中とみられるベッドフォードMWC。1944年。

## 使用国
- イギリス
- カナダ
- オーストラリア